# Richard Thaler
Richard H. Thaler (East Orange, Nova Jérsei, 12 de setembro de 1945)  é um economista que estuda economia comportamental e finanças, com interesse especial em psicologia da tomada de decisões.
Em 9 de outubro de 2017 foi distinguido com o Prémio de Ciências Económicas em Memória de Alfred Nobel, "por suas contribuições para a economia comportamental", unindo análises de tomadas de decisão econômica à pressupostos da psicologia, ao explorar como as consequências da limitação da racionalidade, de preferências sociais e da falta de autocontrole afetam as decisões individuais, assim como o mercado financeiro.
Ao lado de Cass Sunstein, Richard Thaler é um dos criadores do conceito de "nudges".